# Pyrrhura lepida
Il parrocchetto perlato (Pyrrhura lepida Wagler, 1832) è un uccello della famiglia degli Psittacidi.

## Descrizione
Questa specie, con taglia di 24 cm, è caratterizzata dall'assenza dello scudo rosso, con petto e ventre bluastro verde, guance azzurre e un segno dorato nella zona periauricolare e dalla parte inferiore dell'ala verde invece che rossa. Si presenta in tre sottospecie:
- P. l. lepida, sottospecie nominale descritta;
- P. l. anerythra, simile alla precedente ma con petto, ventre e guance verdi con scarse sfumature azzurre;
- P. l. coerulescens, simile alla lepida, ma con fronte e corona marroncine.

## Distribuzione
Vive nel Brasile nord-orientale. La sottospecie lepida è diffusa dal Pará nord-orientale al Maranhão nord-occidentale, la coerulescens vive nel Maranhão orientale e centrale e la anerythra si incontra solamente nel Pará orientale.

## Biologia
Il suo habitat naturale è costituito da fitte foreste primarie, tuttavia si adatta anche ad ambienti deforestati. Depone nei tronchi cavi 3-4 uova che vengono incubate per 23 giorni; i «novelli» si involano a circa 7 settimane di vita.